# David H. Kelley
David H. Kelley est un archéologue mayaniste américano-canadien, né David Humiston Kelley, à Albany (État de New York) le 1er avril 1924, et décédé le 19 mai 2011.